# Ectropis inceptaria
Ectropis inceptaria là một loài bướm đêm trong họ Geometridae.